# Beware! (film fra 1919)
Beware! er en amerikansk stumfilm fra 1919 af William Nigh.

## Medvirkende
| Skuespiller      | Rolle     |
| ---------------- | --------- |
| Maurine Powers   | Frederick |
| Regina Quinn     |           |
| Leslie Ryecroft  |           |
| William Nigh     |           |
| Frank Norcross   |           |
| Julia Hurley     |           |
| Halbert Brown    |           |
| Herbert Standing |           |